# Saint-Loup-des-Vignes
Saint-Loup-des-Vignes là một xã trong tỉnh Loiret, vùng Centre-Val de Loire bắc trung bộ nước Pháp. Xã này có diện tích 8,86 km2, dân số năm 2006 theo điều tra của INSEE là 432 người.